# Rubió
Rubió är en kommun i Spanien.   Den ligger i provinsen Província de Barcelona och regionen Katalonien, i den östra delen av landet, 500 km öster om huvudstaden Madrid. Antalet invånare är 227. Arean är 48 kvadratkilometer. Rubió gränsar till Aguilar de Segarra, Castellfollit del Boix, Òdena, Jorba, Copóns och Els Prats de Rei. 
Terrängen i Rubió är huvudsakligen kuperad, men åt nordväst är den platt.